# Ninoxe brune
Ninox theomacha
Espèce
Synonymes
- Spiloglaux theomacha Bonaparte, 1855
(protonyme)

Statut de conservation UICN

 LC  : Préoccupation mineure
Statut CITES
La Ninoxe brune (Ninox theomacha) est une espèce d'oiseaux de la famille des Strigidae.

## Répartition
Cette espèce est  endémique de la Nouvelle-Guinée.

## Sous-espèces
D'après la classification de référence (version 14.1, 2024) de l'Union internationale des ornithologues, la Ninoxe brune possède 3 sous-espèces (ordre philogénique) :
- Ninox theomacha goldii Gurney, JH Sr, 1883 ;
- Ninox theomacha theomacha (Bonaparte, 1850) ;
- Ninox theomacha rosseliana Tristram, 1889.